# Kozma Indikoplevst
Kozma Indikoplevst ( Koinē Greek ' Kozma, ki je odplul v Indijo '; znan tudi kot menih Kozma) je bil grški trgovec in kasneje puščavnik iz Aleksandrije v Egiptu. Bil je popotnik iz 6. stoletja, ki je opravil več potovanj v Indijo med vladavino cesarja Justinijana. Njegovo delo Krščanska topografija je vsebovalo nekaj najzgodnejših in najbolj znanih zemljevidov sveta.   Kozma je bil učenec vzhodnosirskega patriarha Abe I. in pripadnik Vzhodne Cerkve. 

## Potovanje
Okoli leta 550 našega štetja, medtem ko je bil menih v pokoju iz sinajskega samostana, je Kozma napisal nekoč bogato ilustrirano Krščansko topografijo, delo, ki delno temelji na njegovih osebnih izkušnjah kot trgovca na Rdečem morju in Indijskem oceanu v zgodnjem 6. stoletju. Njegov opis Indije in Cejlona v 6. stoletju je za zgodovinarje neprecenljiv. Zdi se, da je Kozma osebno obiskal kraljestvo Aksum v današnji severni Etiopiji, pa tudi Eritrejo. Plul je ob obali Sokotre, vendar ni mogoče ugotoviti, ali je res obiskal Indijo in Cejlon.

## Indikoplevst
"Indikoplevst" pomeni "indijski popotnik", iz πλέω "(jaz) jadram". Medtem ko je iz klasične literature, zlasti Periplus Eritrejskega morja, znano, da je obstajala trgovina med Rimskim cesarstvom in Indijo od prvega stoletja pred našim štetjem naprej, je Kozmovo poročilo, enega od redkih posameznikov, ki so dejansko opravili to potovanje. Nekaj videnega je opisal in skiciral v svoji Topografiji. Nekateri od njih so prepisali v rokopise, najstarejši je iz 9. stoletja. Leta 522 našega štetja omenja več trgovskih pristanišč na Malabarski obali (Južna Indija). Je prvi popotnik, ki je omenil Sirske kristjane v današnji Kerali v Indiji. Napisal je: »Na otoku Taprobane (Cejlon) je cerkev kristjanov, uradnikov in vernikov. Enako v Maléju, kjer raste paprika; in v mestu Kaliana je tudi škof, posvečen v Perziji.« 

## Krščanska topografija
Glavna značilnost njegove krščanske topografije je njegov pogled na svet, da je svet ploščat in da nebesa tvorijo obliko škatle z ukrivljenim pokrovom. Zgražal se je nad Ptolemejem in drugimi, ki so menili, da je svet sferičen. Kozma je želel dokazati, da so se predkrščanski geografi zmotili, ko so trdili, da je Zemlja okrogla in da je bila v resnici oblikovana po tabernaklju, hiši čaščenja, ki jo je Mojzesu opisal Bog med judovskim eksodusom iz Egipta. V središču plošče je naseljena zemlja, obdana z oceanom, onkraj katerega leži Adamov raj. Sonce se vrti okoli stožčaste gore proti severu: poleti okoli vrha, pozimi okoli vznožja, kar je posledica razlike v dolžini dneva. 
Vendar je bila njegova zamisel, da je zemlja ploščata, v manjšini med izobraženim zahodnim mnenjem od 3. stoletja pred našim štetjem. Kozmovo mnenje ni bilo nikoli vplivno niti v verskih krogih; krščanskih, skoraj sodobnik, Janez Filopon, se z njim ni strinjal, tako kot mnogi krščanski filozofi tistega obdobja.
Če ne upoštevamo kozmologije, se Kozma izkaže za zanimivega in zanesljivega vodnika, ki ponuja okno v svet, ki je medtem izginil. Slučajno je bil v tistem času v Adulisu na obali Rdečega morja v sodobni Eritreji (ok. AD 525), ko je aksumski kralj pripravljal vojaško ekspedicijo za napad na judovskega kralja Dhu Nuwasa v Jemnu, ki je pred kratkim preganjal kristjane. Na zahtevo aksumskega kralja in v pripravah na to kampanjo je posnel zdaj izginule napise, kot je Monumentum Adulitanum (ki ga je pomotoma pripisal Ptolemeju III. Euergetu ).  Aluzije v Topografiji kažejo, da je bil Kozma tudi avtor večje kozmografije, razprave o gibanju zvezd ter komentarjev k psalmom in pesmim.

## Dodatni viri
- Zbirka grških rokopisov Kennetha Willisa Clarka: Cosmas Indicopleustes, Topographia .
- Cosmas Indicopleustes, ur. John Watson McCrindle (1897). Krščanska topografija Kozme, egiptovskega meniha . Društvo Hakluyt . (Ponovno izdala Cambridge University Press, 2010.ISBN 978-1-108-01295-9ISBN 978-1-108-01295-9 )
- Cosmas Indicopleustes, Eric Otto Winstedt (1909). Krščanska topografija Kozma Indikopleusta . Univerzitetna založba
- Jeffrey Burton Russell (1997). Izum ploščate zemlje . Praeger Press
- Dr. Jerry H Bentley (2005). Tradicije in srečanja . McGraw Hill.
- Wanda Wolska-Conus. La topographie chrétienne de Cosmas Indicopleustes: théologie et sciences au VIe siècle Vol. 3, Bibliothèque Byzantine. Pariz: Presses Universitaires de France, 1962.
- Cosmas Indicopleustes. Cosmas Indicopleustès, Topographie hrétienne. Prevedla Wanda Wolska-Conus. 3 zv. Pariz: Les Editions du Cerf, 1968–1973.